# VM i bandy 1961
Verdensmesterskabet i bandy 1961 var det andet VM i bandy, og mesterskabet blev arrangeret af International Bandy Federation. Turneringen havde for første gang deltagelse af fire hold og blev afviklet i byerne Porsgrunn, Stabekk, Mjøndalen, Oslo og Drammen i Norge i perioden 22. – 26. februar 1961.
Værtslandet Norge stillede op til VM for første gang.
Mesterskabet blev vundet af de forsvarende verdensmestre fra Sovjetunionen foran Sverige med Finland på tredjepladsen. Det var Sovjetunionens anden VM-titel i træk, og den sovjetiske sejr var en del af en stime på 11 VM-guld i træk.

## Resultater
De fire hold spillede en enkeltturnering alle-mod-alle, så alle holdene mødte hinanden én gang. Sejre gav 2 point, uafgjorte 1 point, mens nederlag gav 0 point.
| Dato  | Kamp                    | Res. | Spillested |
| ----- | ----------------------- | ---- | ---------- |
| 22.2. | Norge – Sverige         | 1–2  | Porsgrunn  |
| 22.2. | Finland – Sovjetunionen | 2–3  | Stabekk    |
| 24.2. | Sverige – Finland       | 4–1  | Oslo       |
| 24.2. | Norge – Sovjetunionen   | 1–9  | Mjøndalen  |
| 26.2. | Norge – Finland         | 3–4  | Drammen    |
| 26.2. | Sverige – Sovjetunionen | 1–2  | Oslo       |

| Plac. | Hold          | Kampe | + Mål − | Point |
| ----- | ------------- | ----- | ------- | ----- |
| 1.    | Sovjetunionen | 3     | 14-40   | 6     |
| 2.    | Sverige       | 3     | 7-4     | 4     |
| 3.    | Finland       | 3     | 07-10   | 2     |
| 4.    | Norge         | 3     | 05-15   | 0     |